# Amerikanischer Aal
Der Amerikanische Aal (Anguilla rostrata) ist ein Knochenfisch aus der Gattung der Aale (Anguilla). 

## Merkmale
Sein Körper ist wie der anderer Aalartiger schlangenartig lang gestreckt. Männchen erreichen eine Länge von bis zu 152 Zentimetern, Weibchen von bis zu 122 Zentimetern. Das dokumentierte Maximalgewicht liegt bei 7,3 Kilogramm. Der relativ lange Kopf trägt die kleinen Augen weit vorne. Die Lippen sind kräftig. Ausgewachsene Tiere sind bräunlich bis blauschwarz mit hellem, bis weißem Bauch. Jungtiere weisen einen gelblichen Rand an der Schwanz- und Afterflosse auf. Die Schwanzflosse ist abgerundet und mit der Rücken- und der Afterflosse verwachsen. Die Kiemenöffnung sitzt vor der unteren Hälfte der gut entwickelten Brustflosse. Der Unterkiefer ist länger als der Oberkiefer. 
Die Art ist dem Europäischen Aal (Anguilla anguilla) sehr ähnlich, kann aber aufgrund der geringeren Rippenzahl (im Mittel 107,2 anstatt 114,7) und aufgrund molekularer Merkmale, wie zum Beispiel über Allozymanalysen unterschieden werden. 

## Lebensweise
Der Lebensraum der erwachsenen Fische liegt in den Seen, Flüssen und Bächen Nord- und Mittelamerikas, von Grönland bis Brasilien. Tagsüber verstecken die Tiere sich am Gewässergrund, nachts gehen sie auf Nahrungssuche. Als Beute dienen Insektenlarven, Würmer, kleine Krebstiere und Fische. Die Zeit bis zur Geschlechtsreife variiert stark, liegt aber bei mindestens ein bis vier Jahren. Die Tiere bilden eine dicke Fettschicht und wandern dann bis in die Sargassosee im zentralen westlichen Atlantik. Während der Wanderung verkümmert der Darm, der After schließt sich. In der Sargassosee laichen die Aale wahrscheinlich in großer Tiefe und sterben dann. Die durchsichtigen Larven (zunächst Weidenblattlarve (Leptocephalus), dann Glasaal genannt) schwimmen zu den Flussmündungen und weiter stromaufwärts.